# Mauroux (Gers)
Mauroux (gaskognisch: Maurós) ist eine französische Gemeinde mit 141 Einwohnern (Stand 1. Januar 2022) im Département Gers in der Region Okzitanien (bis 2015 Midi-Pyrénées); sie gehört zum Arrondissement Condom und zum Gemeindeverband Bastides de Lomagne. Die Bewohner nennen sich Maurouxois und Maurouxoises.
Sie ist umgeben von den Nachbargemeinden Marsac (im Département Tarn-et-Garonne) im Nordosten, Castéron im Osten, Gaudonville im Südosten, Avezan im Süden, Saint-Clar im Südwesten sowie Saint-Créac im Westen und Nordwesten.

## Weblinks

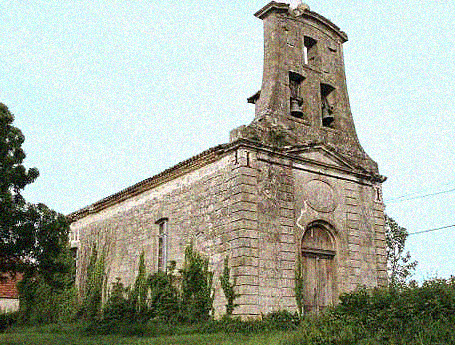
Kapelle Saint-Martin im gleichnamigen Ortsteil

## Bevölkerungsentwicklung
| Jahr                                                                             | 1793 | 1806 | 1821 | 1962 | 1968 | 1975 | 1982 | 1990 | 1999 | 2006 | 2017 | 2019 |
| Einwohner                                                                        | 751  | 937  | 747  | 157  | 151  | 133  | 103  | 104  | 113  | 142  | 135  | 144  |
| heutiges Gemeindegebiet Quellen: Cassini, MaurouxCassini, Saint-Martin und INSEE |      |      |      |      |      |      |      |      |      |      |      |      |